# 品川裕香
品川 裕香（しながわ ゆか、1964年 - ）は、日本の教育ジャーナリスト、ノンフィクションライター。

## 略歴
兵庫県出身。早稲田大学法学部卒業。扶桑社の編集者を経て独立。障害児教育の報道で知られている。教育再生会議第2分科会（規範意識・家族・地域教育再生分科会）委員。国際ディスレクシア協会会員、発達性ディスレクシア研究会会員、日本子どもの虐待防止研究会会員。北海道大学大学院教育学研究員付属子ども発達臨床研究センター学外研究員。

## 著書
- 『視聴率の怪物王東順の企画の王道』（共著,カンゼン 2002年12月） ISBN 9784901782081
- 『怠けてなんかない！ディスレクシア~読む書く記憶するのが困難なLDの子どもたち』（2003年10月）
- 『心からのごめんなさいへ―人ひとりの個性に合わせた教育を導入した少年院の挑戦』（中央法規出版、2005年7月）
- 『LD・ADHD・アスペルガー症候群 気になる子がぐんぐん伸びる授業―すべての子どもの個性が光る特別支援教育』（共著, 小学館  2006年07月) ISBN 9784098373727）
- 『みんな違ってみんないい―学級崩壊の教訓を生かした特別支援教育へ』（共著）
- 『気になる子がわくわく育つ授業 成功事例編』(小学館   2009年01月) ISBN 9784098373833
- 『怠けてなんかない。 セカンドシーズン』(岩崎書店   2010年04月) ISBN 9784265801930
- 『新版・行ってみたいなあんな国 こんな国 6 アフリカ』( 岩崎書店   2010年03月) ISBN 9784265047475

## 翻訳
- 「どうしてダブってみえちゃうの？」作： ジョージ・エラ・リヨン, 絵： リン・アヴィル,訳： 品川裕香 (岩崎書店   2011年07月) ISBN 9784265850136
- 「よめたよ、リトル先生」作： ダグラス・ウッド, 絵： ジム・バーク, 訳： 品川裕香 (岩崎書店   2010年07月) ISBN 9784265068272
- 「算数の天才なのに計算ができない男の子のはなし」作：バーバラ・エシャム, 絵：マイク・ゴードン, 訳：品川裕香　(岩崎書店 2013年5月) ISBN  9784265850365

## 解説
- 沈黙の画布, 篠田節子, (新潮文庫, 2012年8月), pp591-598